# Capitaine (France)
Pour les articles homonymes, voir Capitaine.
Capitaine est un grade militaire utilisé en France dans les forces armées et dans diverses administrations civiles.

## Dans l’Armée française
Le nom « capitaine » vient du latin caput (tête), pour désigner le chef à la tête d'une compagnie. Il appartient à la catégorie des officiers subalternes.

### Attributions
Actuellement, le terme de capitaine (Armée de Terre, de l’Air, Gendarmerie) correspond au grade de lieutenant de vaisseau dans la Marine nationale.
Quelle que soit l’armée, un capitaine peut avoir la responsabilité d'une unité élémentaire de 100 personnes environ. Cette troupe peut prendre les appellations suivantes :
- batterie : Armée de terre (artillerie) ;
- compagnie : Armée de terre, gendarmerie (compagnies de gendarmerie départementale, compagnies des régiments d'infanterie de la Garde républicaine) ;
- escadron : Armée de terre (cavalerie, train), Armée de l’air (non navigants), Gendarmerie nationale (escadrons de Gendarmerie mobile, escadrons motocyclistes et de cavalerie de la Garde républicaine, escadrons départementaux de sécurité routière) ;
- escadrille : Armée de l’air (navigants).

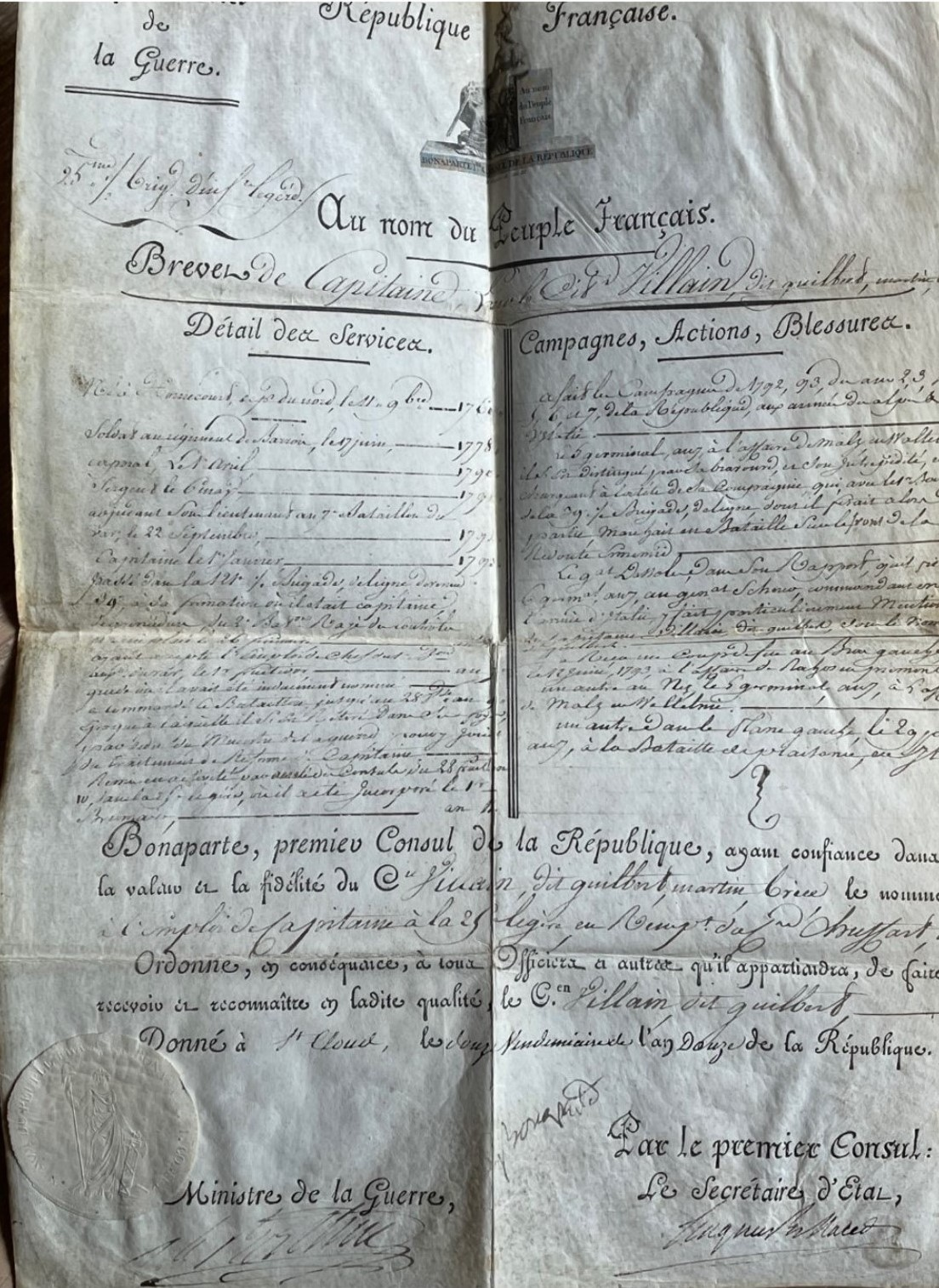
Brevet de capitaine (1804)

Il peut aussi être, en dehors d'une unité de combat, adjoint d'un chef de bureau en administration centrale, chef d'un détachement, etc.

### Insignes
- capitaine des armes à pied
- capitaine des armes héritières des anciennes armes à cheval

| France                 | Grades de l'Armée de terre |                      |
| Précédé par Lieutenant | Capitaine                  | Suivi par Commandant |

| Grades de la Gendarmerie nationale française Capitaine |  |                           |
| Précédé par Lieutenant                                 |  | Suivi par Chef d'escadron |

| France                 | Grades de l'Armée de l'air |                      |
| Précédé par Lieutenant | Capitaine                  | Suivi par Commandant |

## Dans la Marine nationale
- Le grade équivalent est celui de « lieutenant de vaisseau », que l'on appelle « capitaine ».

- Le « capitaine d'armes » est un officier marinier chargé de la discipline. Il veille à l'exécution des mouvements prévus au tableau de service et aux activités quotidiennes figurant à la feuille de service, à bord des bâtiments et des unités à terre de la Marine nationale. Auxiliaire précieux de l'état-major, il est populairement appelé le « bidel ».

## Grade civil
Le grade de capitaine existe aussi :
- dans la Police nationale : c'est le grade intermédiaire du corps de commandement également appelé le corps des officiers[1] (catégorie A) ;
- chez les sapeurs-pompiers volontaires et professionnels (catégorie A) ;
- à l'Office national des forêts, pour le corps des ingénieurs des ponts, des eaux et des forêts échelons 3 et 4 (catégorie A), des ingénieurs de l'agriculture et de l'environnement échelons 4 à 6 (catégorie A) et des chefs techniciens forestiers (catégorie B) ;
- dans la douane, il correspond au grade de contrôleur principal (catégorie B) ;
- dans la police municipale, il correspond à celui de chef de service. (catégorie B)
- correspond à chef technicien [précision nécessaire]
- Dans l'administration pénitentiaire, grade du corps de commandement (catégorie B)

## L'institution de la défense civile duXIVeauXVIIesiècle: les capitaines de ville
- Si vous ne connaissez pas le sujet, laissez ce bandeau (vous pouvez alors contacter les auteurs).
- Si vous supprimez le contenu mis en cause (vous pouvez préalablement contacter les auteurs),

argumentez précisément cette suppression dans la page de discussion
(un manque de référence n'est pas un argument ; une recherche réelle de référence doit avoir été effectuée, être formellement documentée).
Le capitaine a commencé par être une institution civile de grande importance dans le royaume de France, de la fin du règne de Philippe le Bel au milieu du règne de Louis XIV.

### Genèse de l'institution (1314)
Fin novembre de l'année 1314, la noblesse de la quasi-totalité des provinces du royaume se révolte contre l'autorité du roi défunt Philippe le Bel[réf. nécessaire]. La révolte est d'une très grande ampleur et des ligues provinciales se forment pour défendre les privilèges de la noblesse et obtenir le retour à la situation antérieure aux poussées d'autoritarisme du Roi[réf. nécessaire]. Les historiens "étatistes" ont gommé l'événement pour célébrer le "modernisme" de l'homme d'État[réf. nécessaire].
Le Conseil nomme[Quand ?] alors en catastrophe des « capitaines » pour aller à la rencontre des insurgés, les pousser à constituer des commissions (inspiration reprise par Georges Clemenceau) et à désarmer. Les conjurés rentrent chez eux, avec la promesse de voir respecter leurs libertés[réf. nécessaire]. Des têtes tombent parmi les agents les plus compromis dans la politique étatiste. Cette pratique alors très rare en France montre la gravité du malaise. Ces premiers capitaines sont alors abolis, la crise étant passée.
Les capitaines nommés se lient par serment avec les populations qu'ils encadrent[réf. nécessaire], les désolidarisant de fait d'avec les nobles conjurés. Ils surveillent le stock d'armement de ces habitants[réf. nécessaire]. À ce titre, ils prennent la tête de la défense civile (le latin caput la tête, rappellerait cette fonction[réf. nécessaire]).

### Montée sur le trône de Philippe de Poitiers (1316)
En 1316, Louis X le Hutin meurt avant l'accouchement de son épouse. Jean Ier, né posthume, meurt au bout de quelques jours. Les membres de la famille royale, réunis pour le baptême de l'enfant, portent au trône le frère du roi défunt, Philippe de Poitiers. Celui-ci prend la direction de Reims pour se faire sacrer. Le duc de Bourgogne, resté sur ses terres et absent de Paris, entend défendre les droits de sa pupille, sœur de Jean Ier et fille de Louis X. Il se prépare à monter vers Paris et mande en éclaireur le comte de Joigny. Le Conseil royal, animé par le comte d'Évreux, réactive l'institution des capitaines[réf. nécessaire] pour maîtriser la situation. Les gages octroyés aux chevaliers désignés par bailliage sont considérables[réf. nécessaire]. Celui désigné à Sens, un Ebroïcien connu pour sa violence, bloque la route de Paris au comte de Joigny. Le temps mis à profit permet au comte de Poitiers de devenir roi de France[réf. nécessaire] et au comte d'Évreux, installé en arrière-ligne dans le Nogentais, de proposer des dédommagements. Les capitaines nommés sont ensuite démobilisés.
Philippe V le Long établit des capitaines chargés du commandement des troupes dans les villes fortifiées par l'ordonnance du 18 juillet 1318.

### Les désastres de la guerre de Cent Ans
Les trois défaites militaires (l'Écluse, Crécy et Poitiers) vident le royaume de la chevalerie combattante. Faute d'argent, les compagnies soldées se raréfient.
Pour protéger les villes, le Conseil fait des baillis les capitaines de leurs ressorts (les bailliages)[réf. nécessaire], réactivant ainsi la fonction qui avait fonctionné quelques semaines en 1314 et 1316. Les baillis sont admis à désigner des capitaines dans les points de leur bailliage où ils ne peuvent pas opérer directement. De ce fait, des capitaines apparaissent dans les villes secondaires des bailliages royaux[réf. nécessaire]. Ainsi, les baillis deviennent généralement les capitaines du chef-lieu de leur bailliage, tandis que des capitaines sont nommés ailleurs. Ce sont toujours des nobles, professionnels de la guerre, qui pour prix de leur service, perçoivent des gages directement auprès des populations dont ils obtiennent qu'elles se défendent par elles-mêmes. Dès lors, rares sont nos actuels chefs-lieux de canton qui ne disposent pas d'un capitaine[réf. nécessaire]. En effet, toute communauté urbaine, surtout quand elle est dotée de murailles, veut un professionnel de la guerre pour la protéger.

### L'auto-défense (1360)
En 1360, le traité de Brétigny démobilise les compagnies de combattants[réf. nécessaire]encore "bandées", c'est-à-dire organisées et relevant d'un pouvoir légitime. Les soldats réduits au chômage se répandent dans tout le royaume et y provoquent le chaos[réf. nécessaire], avec une effroyable série de drames. En réaction, le Conseil de régence, dont les moyens financiers sont paralysés par la révolte d'Étienne Marcel et de ses suiveurs, prône la politique de destruction de toutes les fortifications indéfendables. La population se cabre en masse (jacquerie notamment) et en certaines régions, procède à la fortification des églises. Elle élit un chef (le "capitaine de moutier"), aux pouvoirs de vie et de mort sur les paroissiens[réf. nécessaire]. Les lettres de rémission[Quoi ?] montrent le caractère spontané et général du mouvement, en infraction avec les règles édictées par le Conseil de régence. Celui-ci demande aux évêques de procéder à des excommunications[réf. nécessaire]pour enrayer le phénomène, ce que le Pape refuse[réf. nécessaire].
Heureusement, les premiers succès militaires permettent d'inverser le mouvement. L'octroi de lettres de rémission permet au pouvoir central de récupérer la main sur les fortifications alors apparues et les nominations de capitaines réalisées[réf. nécessaire].

### La rente de fonction
Avec la seconde phase de la guerre de Cent Ans, la charge de capitaine, distribuée par les partis (royaux fidèles à Isabeau de Bavière, Bourguignons, Armagnacs), devient un simple prétexte pour la rétribution de partisans avérés d'un camp[réf. nécessaire]. La charge en devient odieuse aux populations qui n'en retirent guère d'avantages sécuritaires. Les Princes distillent leurs obligés dans la moindre ville fortifiée : c'est-à-dire des milliers de cas dans le Royaume[réf. nécessaire].
La fonction ne sera pas supprimée après le règne de Louis XI et devient un pur complément de revenus. Ce revenu est tiré de la population en principe défendue. Par exemple, l'argentier du duc de Nevers (c'est-à-dire l'agent commis à la garde de son argenterie) est nommé capitaine de Châtel-Censoir, bourg fortifié du bord de l'Yonne. L'argentier complète ainsi les gages tirés de son office principal d'argentier par ceux annexes de capitaine[réf. nécessaire].
Elle est réactivée dans le même esprit aux beaux jours de la guerre entre Armagnacs et Bourguignons, durant les guerres civiles dites de religion, puis durant la Fronde. La fonction est même distribuée dans certains châteaux. Dans ce cas, la garnison (les fameux "gardes" évoqués par les guides de nombreux châteaux) est composée de laquais et de valets de chambre se mettant sous les ordres de l'intendant baptisé "capitaine du château". Alors, le titre s'ouvre à des individus parfaitement étrangers au milieu de la noblesse et de l'armée[réf. nécessaire]. Ce sera un moyen pour tenter de s'agréger à la noblesse.
Louis XIV met fin au milieu de son règne à cette institution qui a eu un rôle capital dans les opérations politiques et militaires des XIVe, XVe, XVIe et XVIIe siècles en France. Ces capitaines croisés systématiquement dans la documentation[réf. nécessaire] pendant des siècles et dans toutes les villes n'ont pas justifié d'études universitaires[Quoi ?]. La Monarchie a fait reposer sur eux la défense civile.